# Lasioptera cerei
Lasioptera cerei är en tvåvingeart som beskrevs av Ewald Rübsaamen 1905. Lasioptera cerei ingår i släktet Lasioptera och familjen gallmyggor. Inga underarter finns listade i Catalogue of Life.